# Ni1 Coronae Borealis
Ni1 Coronae Borealis (ν1 CrB / 20 Coronae Borealis / HD 147749) es una estrella en la constelación de Corona Borealis cuya magnitud aparente es +5,20. Forma una estrella doble óptica con ν2 Coronae Borealis y, aunque ambas estrellas están separadas apenas unos 10 años luz (una distancia que puede ser algo mayor o menor debido a errores de medición), los distintos movimientos propios y velocidades radiales indican que simplemente están pasando una al lado de la otra.
A unos 555 años luz de distancia del sistema solar, Ni1 Coronae Borealis es una gigante roja de tipo espectral M2III. Su diámetro angular ha podido ser medido por interferometría, resultando ser su radio 67 veces más grande que el radio solar. Incluyendo la gran cantidad de radiación infrarroja emitida dada su baja temperatura (3765 K), la luminosidad de Ni1 Coronae Borealis es 817 veces mayor que el Sol. Su edad se estima en unos 750 millones de años.
Ni1 Coronae Borealis es una estrella variable con una variación de brillo de sólo 0,08 magnitudes.